# Problem Child
Problem Child, conocida como Mi Pobre Diablillo y Adorable Criatura en Hispanoamérica y como Este chico es un demonio en España, es una película estadounidense dirigida por Dennis Dugan. La película fue protagonizada por John Ritter y Michael Oliver. Cuenta con dos secuelas, Problem Child 2 de 1991 y Problem Child 3 de 1995.

## Argumento
Ben Healy Jr. es un hombre agradable que trabaja para su padre, "Big Ben" Healy Sr., un tiránico comerciante de artículos deportivos que se postula a la alcaldía y que pretende vender toda su herencia a un conglomerado japonés, pues considera a su hijo "demasiado bueno" para ser su heredero. A Ben Jr. le encantaría tener un hijo propio, pero su odiosa esposa, Flo, una trepadora social, no ha podido concebir. Acude al poco escrupuloso agente de adopción Igor Peabody con su dilema, y Peabody les presenta a él y a Flo un niño de 7 años llamado Junior.
Junior no es precisamente un niño modelo; mezquino e incorregible, deja tras de sí un rastro de destrucción severa y es amigo por correspondencia de Martin Beck, un asesino en serie conocido como "el asesino de la pajarita", que confunde la firma de Junior, "JR", con la de un adulto y compañero criminal.
Big Ben se cae por las escaleras y la habitación de Junior se incendia. Junior arruina una acampada con su vecino Roy y su familia orinando en la fogata y manipulando una broma que Roy les gastó a los niños. Junior es llevado a la fiesta de cumpleaños de su vecina Lucy, pero ella le prohíbe ver el espectáculo de magia programado; Ben intenta animar a Junior dándole su amuleto de la suerte (una ciruela pasa endurecida), pero Junior, en cambio, sabotea la fiesta. Finalmente, Junior muestra su método para ganar en un partido de béisbol de las ligas menores, que consiste en golpear a jugadores rivales en la entrepierna con su bate. Ben tiene serias dudas sobre él y lo lleva de vuelta al orfanato. Al enterarse de que Junior fue devuelto treinta veces por familias adoptivas anteriores, Ben decide quedárselo y amarlo, algo que nadie ha hecho jamás. Angustiado, Junior se venga estrellando el coche de Ben contra la tienda de Big Ben, y Big Ben vacía su cuenta bancaria para pagar los daños. Ben está a punto de quebrarse hasta que Beck llega a la casa y secuestra a Junior y Flo.
Aunque al principio Ben considera esto como una buena despedida de la intimidante Flo y del problemático Junior, pronto nota señales de que Junior ya no es el monstruo que parecía ser; a través de una serie de dibujos, representa a los niños y adultos que lo maltrataron como monstruos deformes en un entorno hostil, pero a Ben como una persona en un entorno agradable, revelando que lo valoraba como figura paterna. Al darse cuenta de que el comportamiento de Junior era simplemente una reacción al trato recibido, Ben emprende una misión de rescate para rescatarlo de Beck.
Ben primero roba el auto y el sombrero de Roy y se enfrenta a Big Ben por dinero; cuando lo despiden bruscamente, Ben presiona un botón que, sin saberlo, pone a Big Ben en la cámara antes de anunciar su campaña electoral, donde revela su verdadera naturaleza en las noticias, mostrando el trasero a la cámara.
Ben se encuentra con Beck y Junior en el circo. Junior es rescatado después de escapar de Beck a través de un acto de trapecio . Beck se aleja, pero los Healys están tras él. Después de una colisión, Flo, que estaba metida en una maleta, vuela sobre el puente y termina en la parte trasera de un camión cargado de cerdos. Beck es arrestado, pero no antes de recibir un disparo, que alcanza a Ben en el pecho. Pensando que ha muerto, Junior se disculpa y le dice que lo ama. Ben se despierta y se da cuenta de que la bala rebotó en la pasa de la buena suerte que tenía en el bolsillo de su camisa. Junior luego se quita la pajarita y la arroja sobre el puente como símbolo de rechazo a su relación con Beck y se va con Ben. La película termina con Flo en la parte trasera de un camión lleno de cerdos.

## Reparto
- John Ritter es Ben Healy.
- Michael Oliver es Ben "Junior" Healy.
- Jack Warden es Big Ben Healy-Villano
- Gilbert Gottfried es Igor Peabody.
- Amy Yasbeck es Flo Healy.
- Michael Richards es Martin "El asesino de la pajarita" Beck.

## Descripción de los personajes
- Junior Healy: Es el protagonista, es un niño de siete años muy bromista, problemático, malcriado, travieso y porfiado a la vez. Fue devuelto al orfanato 30 veces, ya que siempre causa problemas donde quiera que vaya. Junior está a menudo rodeado de gente egoísta que lo juzga solo por su apariencia a pesar de que intenta socializar con las personas de buena manera. Según el productor de la película este sería muy probablemente el factor X de su comportamiento a pesar de que pocos lo ven así. Tiene una mente tortuosa, pero inventiva y también es bueno con la electricidad y maquinaria. Junior desea tener una familia y finalmente conoce a Ben, quien es el único que lo quiere mucho.
- Ben Healy: Es el padre adoptivo de Junior, quien desea tener un hijo, por eso adopta a Junior, aunque ve que Junior no es el tipo de niño que pensaba, él lo quiere y establece con Junior una relación entre padre e hijo, es rechazado por su esposa, su padre y sus vecinos, pero a él no le importa.
- Big Ben Healy: Es el millonario y egoísta abuelo adoptivo de Junior y padre de Ben, odia a Junior debido a su comportamiento. Lo llama demonio cuando lo ve por primera vez. Se postula para la alcaldía de Río Frío, pero pierde las elecciones luego de insultar a los votantes en la televisión (Ben a propósito enciende la cámara, luego de que Big Ben se negara a ayudarle a rescatar a Junior).

## Recepción
La película recibió críticas negativas tras su lanzamiento. En el sitio web Rotten Tomatoes cuenta con un índice del 4% de aprobación basándose en 28 revisiones y del 41% de parte de la audiencia. El consenso de la crítica dice: "Problem Child es una comedia particularmente desagradable, cargada de bromas juveniles insulsas". En Metacritic tiene una calificación de 27 sobre 100 basada en 12 críticas, que indican "revisiones generalmente desfavorables". Aunque la película fue clasificada como PG, sigue siendo fuertemente censurada cuando se exhibe en televisión debido a su punto de vista sobre la adopción, que los críticos consideraron poco sensible.

### Polémica
Una de las imágenes promocionales de la película mostraba a un gato en una secadora de ropa, presuntamente puesto allí por Junior. Un grupo de defensa de los derechos de los animales organizó protestas en contra de esta imagen obligando a algunas salas de cine a retirarlo. Una escena en la que Junior rompe las piernas de un gato también fue objeto de polémica.

## Banda sonora
- "Problem Child"- The Beach Boys
- "Bad To The Bone"- George Thorogood
- "Real Wild Child" - Iggy Pop
- "It's My Party"- Lesley Gore
- "Born To Be Wild" - Steppenwolf